# Troya: La caída de una ciudad
Troya: La caída de una ciudad (en inglés, Troy: Fall of a City) es una serie británico-estadounidense basada en la guerra de Troya y en la historia amorosa de Paris y Helena. Está ambientada en el siglo XIII a. C., y repasa el asedio de 10 años a la ciudad de Troya. La serie es una coproducción entre la BBC One y Netflix, se transmitió a partir del 13 de febrero del 2018 en el Reino Unido por el canal BBC One y posteriormente se distribuyó mundialmente a través de Netflix.

## Reparto
Consta mayoritariamente de personal británico, mucho de él veterano de producciones consolidadas, como How to Get Away with Murder e Interstellar;
| Actor                | Personaje       |
| -------------------- | --------------- |
| Louis Hunter         | Paris           |
| Bella Dayne          | Helena de Troya |
| David Threlfall      | Príamo          |
| Frances O'Connor     | Hécuba          |
| Tom Weston-Jones     | Héctor          |
| Joseph Mawle         | Odiseo          |
| Chloe Pirrie         | Andromaca       |
| Johnny Harris        | Agamenón        |
| David Gyasi          | Aquiles         |
| Jonas Armstrong      | Menelao         |
| Alfred Enoch         | Eneas           |
| Aimee-Ffion Edwards  | Casandra        |
| Hakeem Kae-Kazim     | Zeus            |
| Chris Fisher         | Deifobo         |
| Christiaan Schoombie | Troilo          |

## Producción
La serie fue filmada en Ciudad del Cabo y consiste de ocho episodios. El guion fue escrito por David Farr, Nancy Harris, Mika Watkins, and Joe Barton, y los episodios dirigidos por Owen Harris y Mark Brozel.